# .exe
.exe là phần mở rộng tên tệp phổ biến biểu thị tệp thực thi (tệp thực thi chính của chương trình máy tính) cho Microsoft Windows.